# Мантуанский маркизат
Маркизат или Маркграфство Мантуя (итал. Marchesato di Mantova) — историческое государство в Ломбардии, Северная Италия. Было основано в 1430 году после обретения народным капитаном Мантуи Джанфранческо Гонзага титула маркиза.

## История
В XI веке входил в состав владений влиятельнейшего итальянского правителя маркграфа Тосканы Бонифация III. После его смерти город перешёл сначала к герцогу Нижней Лотарингии Готфриду III, а после его гибели в 1076 году — к его вдове и дочери Бонифация Матильде. Её поддержка римского папы Григория VII привела к завоеванию Мантуи в 1090 году войсками императора Генриха IV, после её смерти город получил самоуправление на основе собственной salva imperiali justitia.
Позже город присоединился к Ломбардской лиге, и после поражения Фридриха II в 1236 году получил подтверждение своих привилегий. В 1328 году власть в городе захватил Лудовико I Гонзага, после чего его потомки управляли им в качестве народных капитанов вплоть до 1430 года, когда Джанфранческо I со второй попытки (в 1403 году подписавший акт король Венцель был низложен годом ранее, из-за чего документ был не признан. При этом в 1394 году Франческо Гонзага получил от папы Бонифация IX титул графа Мантуи) ценой 12 тыс. флоринов официально получил титул маркиза Мантуи от императора Сигизмунда.
За заслуги перед Священной Римской империей во время войны с Французским королевством за Миланское герцогство, в марте 1530 года в Мантуе император Карл V даровал Федерико герцогский титул, к которому присовокупил брачный контракт со своей родственницей, принцессой Хулией Арагонской. Но после смерти Бонифация Монферратского Федерико уплатил императору отступное в 50 тысяч дукатов и женился на Маргарите Монферратской.

## Правители Мантуи

### Народные капитаны
- Лудовико I (пр. в 1328-60 гг.)
- Гвидо (пр в 1360-69 гг.)
- Лудовико II (пр. в 1369-82 гг.)
- Франческо I (пр. в 1382—1407 гг.)
- Джанфранческо (пр. как синьор в 1407—1433 гг.)

### Маркизы Мантуи
- Джанфранческо, (пр. в 1433—1444 гг.)
- Лудовико III (пр. в 1444-78 гг.)
- Федерико I (пр. в 1478-84 гг.)
- Франческо II (пр. в 1484—1519 гг.)
- Федерико II (пр. как маркиз в 1519—1530 гг.)